# Ieuaf ab Idwal
Idwal ab Idwal (en inglés: Idwal son of Idwal, muerto en 988), normalmente conocido cuando Ieuaf (galés: en galés: Junior) para distinguirle de su padre Idwal Foel, fue rey conjunto de Gwynedd entre 950 a 969. Pudo haber gobernado Powys algún tiempo.
Ieuaf era hijo de Idwal el Calvo. A la muerte de su padre en batalla contra los anglosajones en 942, él y su hermano Iago fueron expulsados de su reino por su tío Hywel Dda de Deheubarth, que tomó la corona para sí. A la muerte de Hywel en 950, Ieuaf y Iago pudieron expulsar a los hijos de Hywel, sus primos, en la Batalla de Carno y reclamar el reino. Aun así, la lucha continuó, con los hermanos llegando tan al sur como Dyfed en 952 y sus primos tan al norte como el valle de Conwy en 954. Los príncipes del sur fueron finalmente derrotados en la Batalla de Llanrwst y persiguió hasta Ceredigion.
Tras la victoria, comenzó la lucha entre los hermanos. Iago tomó prisionero a Ieuaf en 969, y Ieuaf no volvió a jugar función alguna en Gwynedd. Iago gobernó otra década antes de que el hijo de Ieuaf Hywel le usurpó en 979; según John Edward Lloyd, Ieuaf quedó en cautividad hasta su muerte en 988.

## Niños
- Hywel ap Ieuaf
- Cadwallon ab Ieuaf
- Meurig ab Ieuaf